# Catacombe di San Gennaro
Le Catacombe di San Gennaro sono antiche aree cimiteriali sotterranee risalenti al II-III secolo e rappresentano il più importante monumento del Cristianesimo a Napoli.

## Storia
Il nucleo originario delle catacombe si andò sviluppando attorno alla tomba di una ricca famiglia romana (il cui nome resta sconosciuto a causa della dispersione del materiale epigrafico) datata al II-III secolo. A partire da questa donazione, fu successivamente creato il vestibolo del piano inferiore, che alla fine del III secolo accolse i resti mortali di sant'Agrippino, sesto vescovo di Napoli, divenendo luogo di venerazione di quello che è considerato il primo patrono della città.

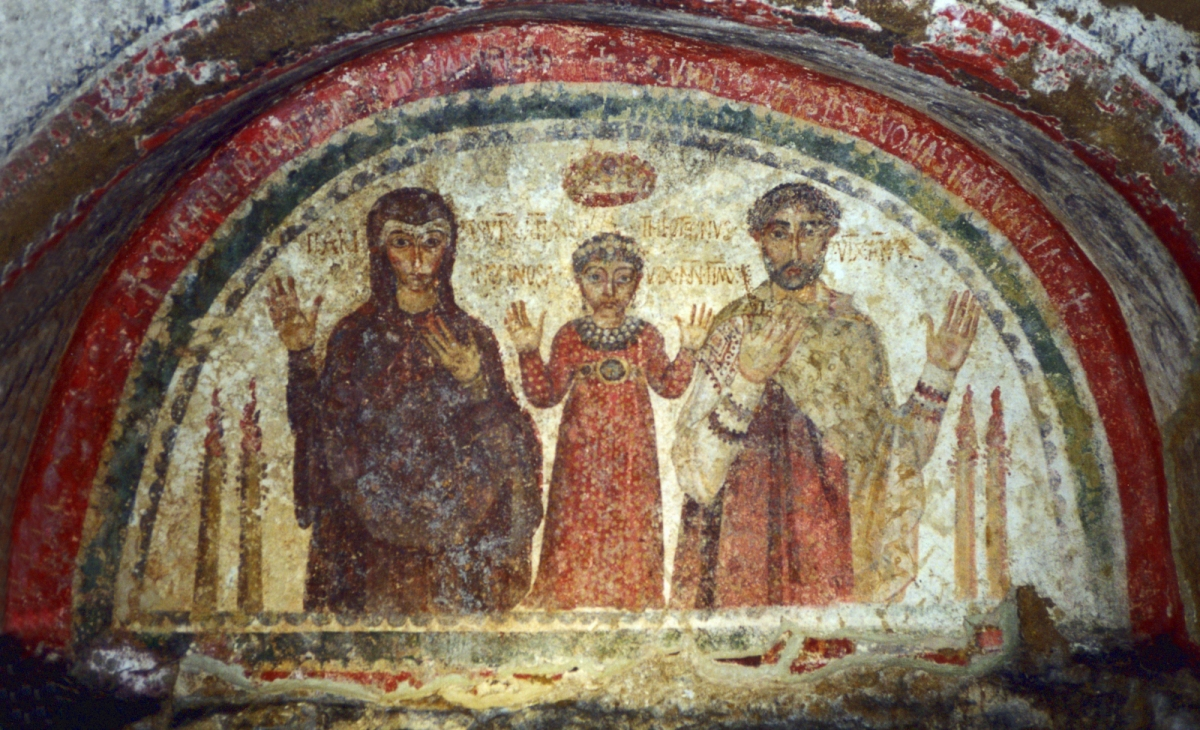
Affresco in un arcosolio

Dopo la costruzione, sulla tomba di Agrippino, di una basilica cimiteriale, il vescovo Giovanni I (413-431) fece traslare in un cubicolo della catacomba inferiore, le spoglie di san Gennaro (che dopo il suo martirio nell'anno 305 erano state sepolte nell'Agro Marciano). Da quel momento la catacomba divenne centro di culto del martire che tanta importanza avrà nella storia della città, e con il tempo le catacombe ne assunsero il nome, divenendo così le Catacombe di San Gennaro.
Questa grande devozione portò ad uno sviluppo straordinario delle catacombe: le tombe si moltiplicarono, gli ambulacri furono prolungati, nuovi cubicoli furono aperti e decorati, e quando le pareti degli ambulacri non bastarono più, le tombe furono scavate persino nel suolo.
Fra il 762 ed il 764 presso le catacombe dimorò il vescovo di Napoli Paolo II, allontanato da Napoli dal partito filobizantino che seguiva la politica religiosa 
iconoclasta dell'imperatore di Costantinopoli. Paolo II costruì allora nel vestibolo del piano inferiore della catacomba una vasca battesimale allestendovi un episcopio di emergenza.
Nell'831 il principe longobardo Sicone I, assediando la città di Napoli, ne approfittò per impossessarsi dei resti mortali di san Gennaro che da lì portò nella sua città, Benevento, sede episcopale.
Nel IX e X secolo le catacombe divennero anche luogo di sepoltura di alcuni duchi napoletani tra cui Cesario di Napoli (878).

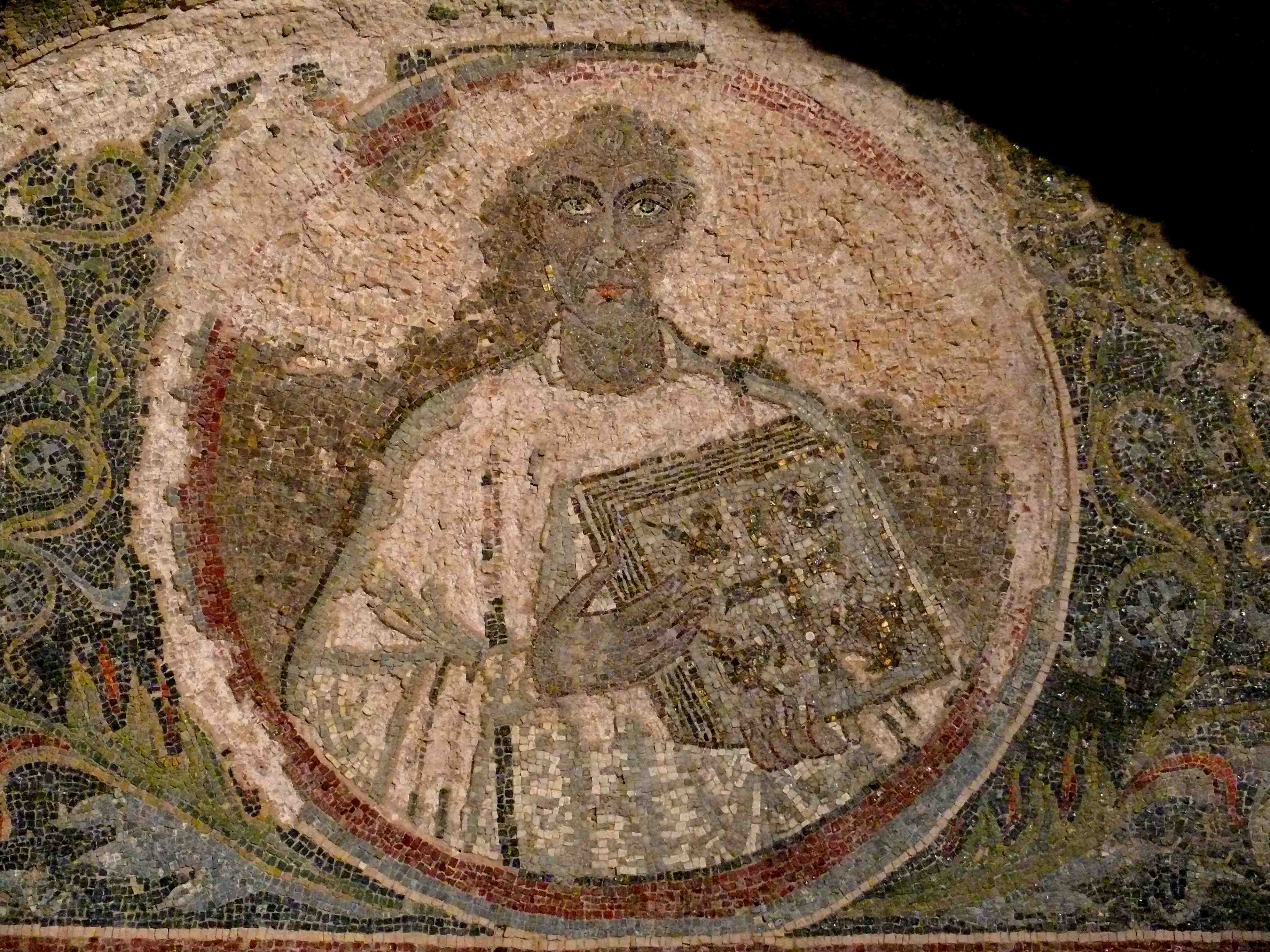
Mosaico del vescovo Quodvultdeus

Dopo il trafugamento delle reliquie di san Gennaro ed il trasferimento delle spoglie dei santi vescovi in città, per le catacombe cominciò un periodo di abbandono e di decadenza. Dal XIII al XVIII secolo le Catacombe di San Gennaro subirono il periodo di maggiore abbandono e devastazioni.
Solo nel XVIII secolo tornò l'interesse degli studiosi e le catacombe divennero una tappa obbligata dei visitatori del Grand Tour. In particolare, però, soltanto dal 1839 i visitatori poterono beneficiare di una guida ad hoc, stilata da Andrea de Jorio, archeologo e canonico del Duomo. Durante la seconda guerra mondiale le catacombe furono adattate ed utilizzate dalla popolazione napoletana come rifugio antiaereo, subendo ulteriori danni.
Solo nel 1969 il cardinale arcivescovo di Napoli Corrado Ursi, dopo aver fatto risistemare le catacombe, inaugurava il nuovo accesso, ed avviava una nuova campagna di scavi diretti da Aldo Caserta e Umberto Maria Fasola, membri della Pontificia Commissione di Archeologia Sacra, durante la quale venne scoperta sia la Cripta dei Vescovi che la Tomba di San Gennaro.
Nel 2006, le istituzioni, sospinte fortemente anche da una rete di ragazzi a rischio del quartiere che avevano già preso in gestione le catacombe di San Gaudioso, resero fruibile il sito, meta fino ad allora prevalentemente di archeologi ed esperti del settore, anche al grande pubblico. I visitatori sono passati da 5 000 nel 2006 a 130 000 nel 2018, complice anche la considerevole ripresa turistica della città negli ultimi decenni.

## Descrizione

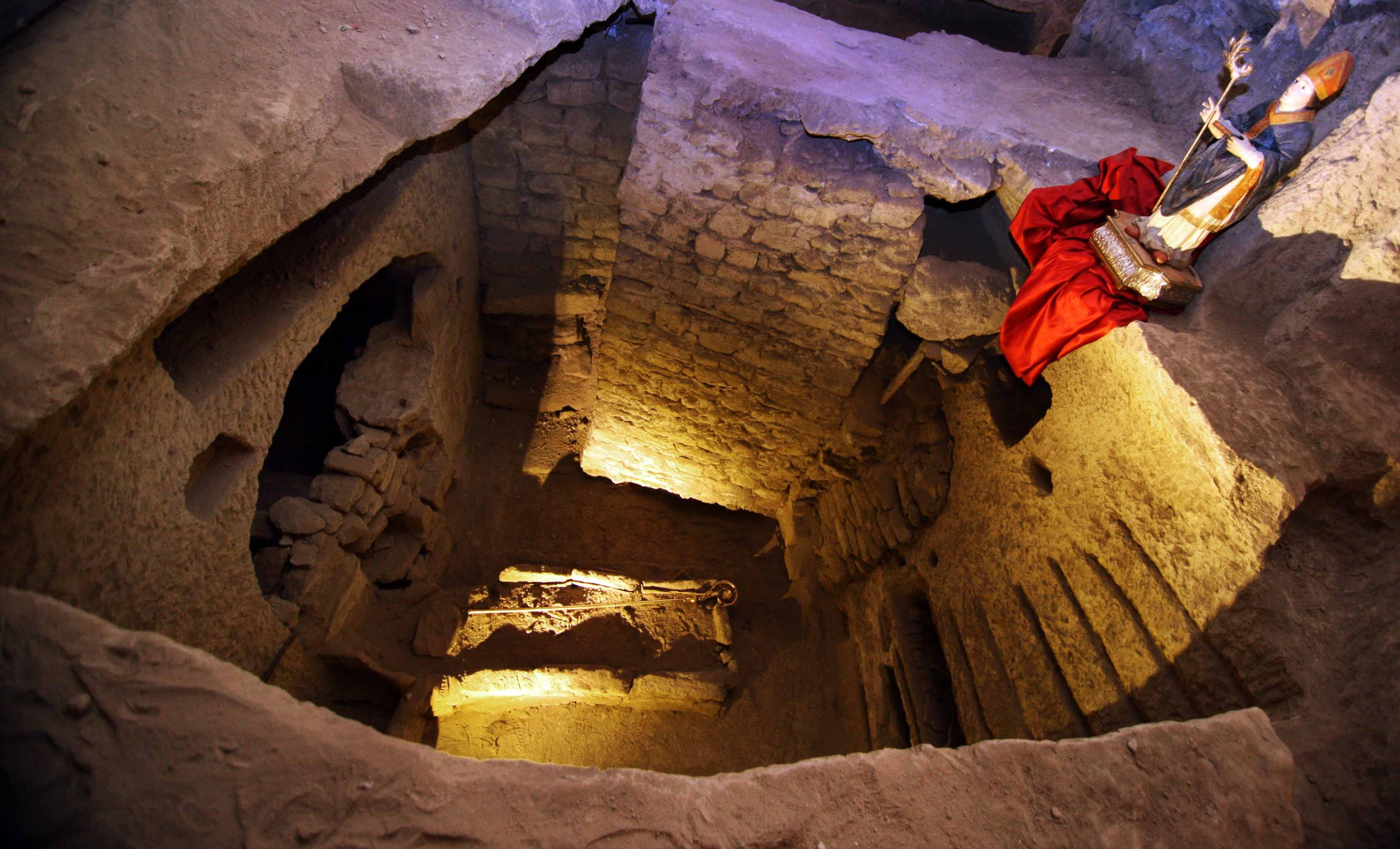
Tomba di San Gennaro

L'ingresso alle catacombe è collocato nei pressi della chiesa dell'Incoronata a Capodimonte ed è dotato di una scala che conduce direttamente al livello del secondo piano; qui è visibile il più antico ritratto conosciuto di san Gennaro, risalente al V secolo, che raffigura il martire tra una bambina ed una donna e con il capo sormontato dalla scritta Sancto Martyri Januario.
Nel successivo ambulacro sono posti due affreschi che raffigurano la defunta Bitalia orante e, sulla parete finale, la defunta Cerula con i Ss. Pietro e Paolo, tutti databili tra il V e il VI secolo. Agli inizi del VI secolo sono databili gli altri due affreschi posti in uno dei cubicoli, San Paolo e il defunto Lorenzo e San Pietro e San Gennaro con una corona.
Attraversando un passaggio a tre archi, si giunge nella grande basilica ipogea, scolpita nel tufo (molto peculiare se non unica nell'architettura catacombale), superata un nuovo passaggio a tre archi sulla destra è un cubicolo che è affrescato con motivi topici: i defunti (gli uccelli) e la resurrezione (la croce monogrammatica).
Superata un'area cimiteriale scavata nel tufo, sulla sinistra vi sono i resti di una struttura basilicale risalente al VI secolo che conserva su di una volta a botte i resti di raffigurazioni dei primi quattordici vescovi napoletani. Nella cosiddetta Cripta dei Vescovi, vi sono dei mosaici del V secolo con ritratti di vescovi, uno di essi raffigura Quodvultdeus, vescovo di Cartagine, cacciato dal re vandalo Genserico, giunto fortunosamente per mare a Napoli e sepolto nelle catacombe. Al di sotto, la confessio di San Gennaro, (così chiamata in quanto è il punto più vicino alla tomba del santo) scavata nel livello inferiore, un tempo adornata di una serie di affreschi in triplice strato, sul più recente dei quali (secolo IX) sono stati raffigurati san Gennaro e i compagni della passio, sul più antico, risalente al VI vi è raffigurato san Gennaro tra il Vesuvio e il Monte Somma.

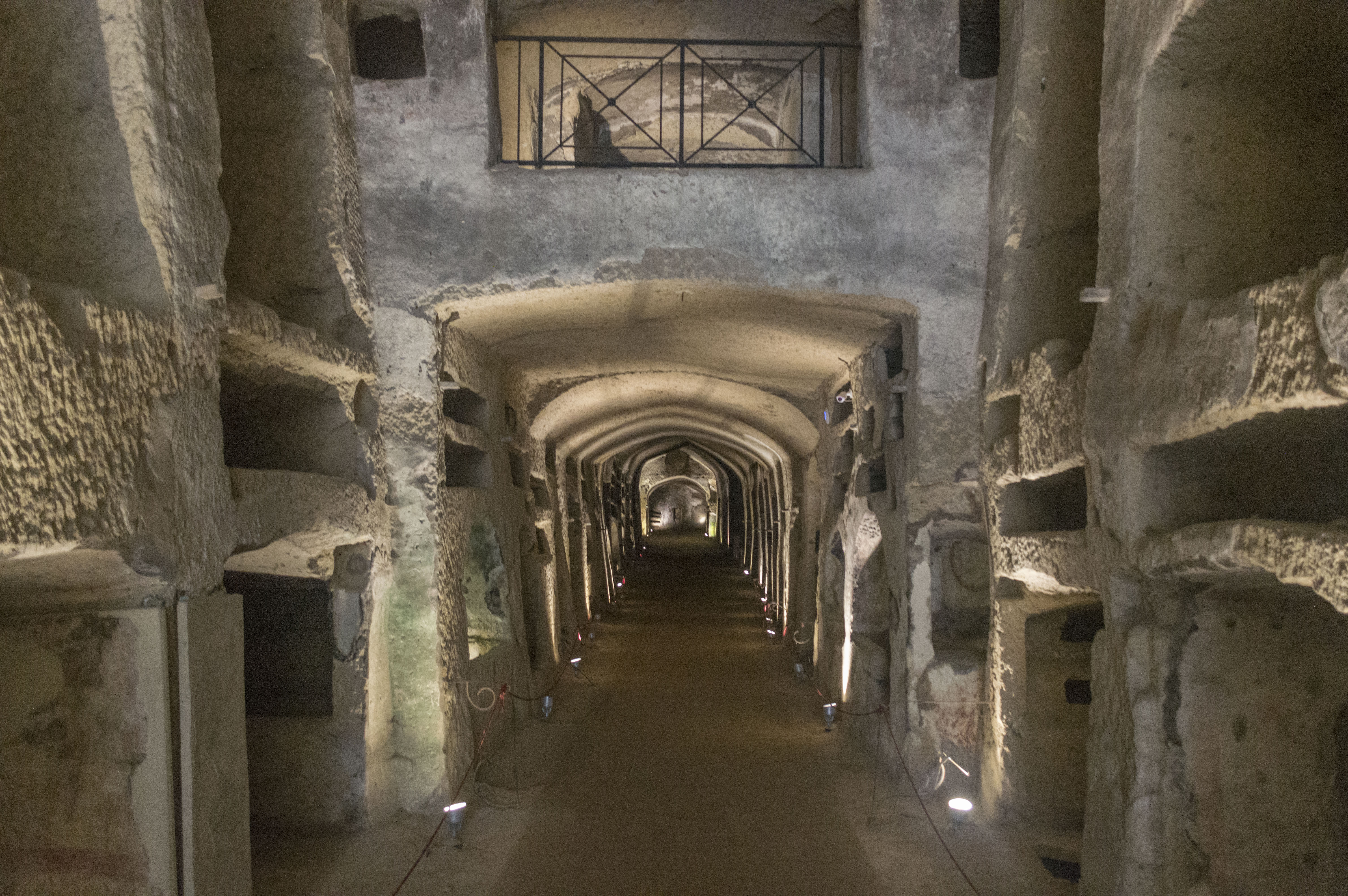
Corridoio della catacomba inferiore

L'ambiente forse più interessante di tutto il complesso catacombale è il vestibolo della catacomba inferiore, ottenuto dall'ampliamento dell'originario ipogeo gentilizio e di cui restano quattro interi sarcofagi scavati nel tufo; il soffitto è decorato con pitture che richiamano lo stile pompeiano del II-III secolo mentre al centro dell'ambiente vi è il battistero del 762.
Nell'ambulacro massimo vi è uno dei cubicoli meglio conservati delle catacombe originariamente per intero ricoperto da dipinti di cui restano una figura (forse Mosè o Cristo o san Pietro) ed un medaglione con tralci di vite.
I ritratti della catacomba sono molto interessanti perché testimoniano un alto livello di caratterizzazione fisionomica, avvicinando la produzione neapolitana di IV - VI secolo a quella africana dello stesso periodo. È infatti evidente il rapporto con la comunità cristiana d'Africa, da cui giunsero a Napoli vari individui per sfuggire alle persecuzioni vandalo - ariane in atto dal 439: lo testimonia il cubicolo di Theotecnus, al piano superiore della catacomba, la cui parete di fondo fu sfondata tra la fine del V e gli inizi del VI secolo per accogliere la sepoltura dell'africano Proculus. Anche la defunta Marta è di chiara derivazione africana.